# Seebach (Isen)
Der Seebach ist ein linker Nebenfluss der Isen im mittleren Isental.
Der Bach entspringt, auf 3 Quellbäche verteilt zwischen Landersdorf und Rogglfing (2), sowie zwischen Schmiedham und Rogglfing (1), diese vereinigen sich 300 m südöstlich von Landersdorf bzw. 400 m nordwestlich von Oberseebach. Der Seebach durchfließt anschließend die Dörfer und Weiler Oberseebach, Zeilhofen, Unterseebach und (den Nordteil von) Oberdorfen. Nachdem er den Weiler Niederham umflossen hat, mündet er (nach dem der Mühlbach abzweigt) am südöstlichen Ortsrand in die Isen.
Der geschichtlich bedeutendste Ort am Bach ist Zeilhofen, jedoch ist Oberdorfen mit deutlichem Abstand der größte.